# Kaligula (film)
Kaligula – film fabularny (dramat historyczny) z 1979 roku w reżyserii Tinto Brassa wyprodukowany w koprodukcji włosko-amerykańskiej.
Fabuła filmu opowiada o czasach panowania rzymskiego cesarza Kaliguli. Autorem scenariusza był Gore Vidal, który jednak wycofał swoje nazwisko z czołówki, protestując przeciw wprowadzonym zmianom. Produkcja filmu była współfinansowana przez wydawcę magazynu Penthouse Boba Guccione, który miał znaczny wpływ na treść i kształt filmu. Film ten jest nie tyle ekranizacją wydarzeń historycznych z okresu panowania Kaliguli, ile artystyczną wizją scenarzysty i reżysera, którzy pokazują widzowi jakby nie powiązane z sobą epizody – migawki z życia cesarza. W filmie dużo jest jednak epatowania wyrafinowanym seksem, przemocą i dziwactwami szalonego cesarza. Z tego względu film ten uznany został za kontrowersyjny. W nieocenzurowanej wersji (150 minut PAL) film zawiera ostre sceny pornograficzne.
W Polsce, film był objęty cenzurą aż do upadku komunizmu. Krążył jednak w nielegalnym obiegu, wyświetlany w lokalnych klubach dyskusyjnych i na kasetach VHS, wraz z innymi zakazanymi dziełami jak Emmanuelle czy dzieła Waleriana Borowczyka. W 1992 roku przedsiębiorstwo Vision wydało go na kasetach VHS w dwóch częściach. Do zestawu dodawano specjalne wydanie magazynu Penthouse zatytułowane „Girls of Caligula”.

## Obsada
- Malcolm McDowell jako Kaligula
- Teresa Ann Savoy jako Julia Druzylla
- Helen Mirren jako Cezonia
- Peter O’Toole jako Tyberiusz
- John Steiner jako Longinus
- Guido Mannari jako Makron
- Paolo Bonacelli jako Cherea
- Lori Wagner jako Agrypina
- John Gielgud jako Nerwa
- Bruno Brive jako Gemellus
- Anneka di Lorenzo jako Messalina